# Charny (Côte-d'Or)
Charny é uma comuna francesa na região administrativa da Borgonha-Franco-Condado, no departamento de Côte-d'Or. Estende-se por uma área de 7,6 km². Em 2010 a comuna tinha 35 habitantes (densidade: 4,6 hab./km²).